# クリス・サヴィーノ
クリス・サヴィーノ（Chris Savino、1971年10月2日 - ）は、アメリカ合衆国のアニメーター、演出家、プロデューサー。1991年にアニメーション業界に入り、デクスターズラボの2代目監督、2016年に5人の姉妹と共に育った自分自身の体験も踏まえて制作した「ザ・ラウド・ハウス」で、原作・監督を務める。

## 性的嫌がらせ主張
2017年10月17日、サヴィーノの性行為に関する噂が「少なくとも10年」存在しているとの報告があり、セクシュアルハラスメントの疑いでサヴィーノがスタジオから中断されたことが カートゥーン・ブルー によって報告された。
何十人もの女性がサヴィーノにセクシュアルハラスメント、望ましくない性的搾取、そして関係に同意しなくなった女性同僚への業界のブラックリスト入りの脅迫を非難した。10月19日、ニコロデオンのスポークスパーソンはサヴィーノが彼らのスタジオから解雇されたことを確認し、「ザ・ラウド・ハウス」は彼なしで制作を継続することを確認した。10月23日、サヴィーノは自らの行動について「深く反省している」と解雇以来、初めてコメントした。